# Nowozybkow (stacja kolejowa)
Nowozybkow (ros. Новозыбков) – węzłowa stacja kolejowa w miejscowości Nowozybkow, w rejonie nowozybkowskim, w obwodzie briańskim, w Rosji. 
Węzeł linii Briańsk - Homel oraz linii do Klimowa.